# امامزاده شاه میر حمزه
امامزاده شاه میر حمزه در شهرستان بوانات، بخش مزایجان، روستای بزم واقع شده و این اثر در تاریخ ۲۶ اسفند ۱۳۸۶ با شمارهٔ ثبت ۲۱۹۱۰ به‌عنوان یکی از آثار ملی ایران به ثبت رسیده است.
تاریخچه امامزاده شامیر حمز ابن موسی الکاظم:
پس از اینکه آقا احمد بن موسی شاهچراغ طبق دعوت برادر بزرگوارش امام رضا (ع۹) با لشکری بالغ بر دوازده هزار نفر(۱۲۰۰۰) از سمت جنوب غرب ایران (با هدف رسیدن به شهر مرو محل سکونت امام رضا (ع)) وارد استان فارس می‌شوند در حوالی شیراز (خانه زنیان) با لشکر حاکم وقت شیراز (قتلغ خان) مواجه گردیده و با تدبیری خاص لشکر را تبدیل به صدها دسته کوچک نموده و از راه‌های مختلف روانه مرو می‌نمایند؛ لذا حضرت شاه میر حمزه برادر کوچکتر امام رضا (ع) نیز همراه با خواهرشان بی بی خاتون مسیر بوانات را انتخاب می‌کنند که بر در همان‌جا مقتول یا درگذشته و مدفون می‌گردند. از بزرگان و پیران بواناتی نقل است که شبی دختر شاه عباس از مسیر بوانات برای انجام جنگی همراه با سپاهیانش می‌گذشته که شب را در محل کنونی امامزاده شاه می حمزه که به صورت زمین صاف بوده اتراق می‌نمایند اما مشاهده می‌کنند که اسبشان در محلی که بسته شده نه علوفه می‌خورد و کود می‌ریزد و مرتباً شئنه می‌کشد و بی تابی کرده و پایش را زمین می‌کوبد؛ لذا به دستور دختر شاه عباس همان مکان سریعاً حفر می‌گردد و سنگ تاریخی دیده می‌شود که مشخص‌کننده مشخصات صاحب جسد مدفون شده (آقا علی بن حمزه) می‌باشد. نقل است که دختر شاه عباس نذر می‌نماید که چنانچه در نبرد پیش رو پیروز گردد گنبد و بارگاه امامزاده را میسازدف لذا در جنگ پیروز شده و به نذر خود عمل می‌نماید. (میثم معماری)
بنای کنونی امامزاده عبارت است از یک گنبد مدور به ارتفاع تقریبی ۱۶ متر که سبک طاق مدور آن عیناً به قیصریه بازار لار شباهت دارد. دور تا دور بدنه طاق در فواصل معین با کتیبه‌های کوچکی از خط کوفی تزئین شده‌است. سه شاه نشین در جهات شمال، جنوب و مشرق واقع شده و در ورودی روبه مغرب باز می‌شود. محوطه امام‌زاده عبارت است از فضای نسبتاً بزرگی که درختان چنار کهنسال حاکی از آن است که لااقل از هفتصد سال پیش امامزاده مورد توجه مردم بوده‌است.
درب ورودی حیاط امامزاده نیز در سمت باختر قرار دارد که سردر آن فروریخته و تنها قسمت جزیی از گچ بری‌های آن باقی‌مانده است. این گچ بری‌ها یکی از نفیس‌ترین آثار هنری قرن دهم هجری به‌شمار می‌رود. تناسب عجیب و خوش حالت اسلیمی‌ها با نقوش بدیع و زنده و صحنه‌های جاندار نزاع شیر و آهو علاوه بر این که حاکی از چیره‌دستی هنرمندان است به وضعی خیال‌انگیز مبین هیجانات و مظاهر روحی مردم در سواحل کویر می‌باشد.
در ضلع دست راست ورودی اشعاری بر قطعه سنگی منقور است که نصب آن به دستور میرزا محمدحسین وزیر صورت گرفته و تاریخ آن معادل با مجموع حروف ابجدی این مصرع (بحمدالله دعای خیر حاصل) یعنی سنه ۱۰۷۴ می‌باشد.
در امامزاده نیز قدیمی است و در قسمت بالایی آن آیه‌ای از قرآن به صورت برجسته نقر گردیده. محوطه‌ای که در ورودی بدان منتهی می‌شود و به وسیله درب دیگری از حرم جدا شده عبارت از طاقی است که دارای اشکال هندسی است و گچ‌بری‌های بسیار زیبایی از سقف آن فرو ریخته و قسمتی نیز زیر گچ کاری‌های بعدی پنهان مانده. در ضلع دست راست در دو لنگه‌ای خاتمکاری اتاقی است که آن هم از آثار دوران صفوی است. در وسط در نوشته شده (عمل استاد علی بمان نجار ۹۹۳) و دور تا دور قسمت بالایی چهارچوب با خط ثلث زیبایی اسامی دوازده امام کندهکاری شده. معجر چوبی از سه طرق منقش به کندهکاری‌های برجسته می‌باشد که به دستور شاه عباس بزرگ (۹۹۴–۱۰۳۸) تهیه شده. بر روی در معجر با خط ثلث نوشته شده (کتبه الفقیر بماند علی فی السنه الف و سبع)
در ضلع دیگر معجر اشاعری حاکی از آن است که به دستور شاه عباس اول معجر تهیه شده و تاریخ تهیه آن هم که در سنه ۱۰۰۷ می‌باشد چنین سروده شده.
چو فیضم لم یزلی است این، تو نیز تاریخش اگر طلب کنی از (فیض لم یزل) دریاب
در دیوار غربی نیز گچ‌بری زیبا و خوش خطی دیده می‌شود که نام استاد کار آن را چنین نقش نموده (عمل استاد شمس‌الدین عبدالحسین اصفهانی بنا).
گچ‌بری جرزهای یکی از شاه‌نشین‌های داخل حرم نیز مؤید این است که قبل از پادشاهی شاه عباس کبیر گچ‌بری‌ها تهیه شده و بیت زیر تاریخ آن را اعلام می‌دارد:
به اهتمام همام الانام گشت تمام به سال نهصد و پنجاه‌وسه به فتح و ظفر.
منبع:
سایت صدا و سیمای فارس به آدرس: http://rcirib.ir/paygah_marakez/cities/amaken_text.aspx?id=511&ccode=21